# Coppa Italia 2016-2017 (calcio femminile)
L'edizione 2016-2017 è stata la quarantacinquesima della storia della Coppa Italia di calcio femminile. Iniziata il 28 agosto 2016, si è conclusa il 16 giugno 2017 con la finale disputatati presso lo stadio comunale "Il Noce" di Parma. La Fiorentina ha vinto il trofeo per la prima volta nella sua storia sportiva, battendo in finale le campionesse in carica del Brescia grazie a una rete realizzata da Alia Guagni.

## Squadre partecipanti
Partecipano alla competizione 64 squadre: le 12 di Serie A e le 52 di Serie B.

### Serie A
- AGSM Verona
- Brescia
- Chieti
- Como 2000
- Cuneo
- L.F. Jesina

- Fiorentina
- Luserna
- Mozzanica
- Res Roma
- San Zaccaria
- Tavagnacco

### Serie B

#### Girone A
| - Alessandria - Amicizia Lagaccio - Atletico Oristano - Caprera - Empoli - Juventus Torino - Ligorna 1922 - Lucchese - Molassana Boero - Musiello Saluzzo - Novese - Torino |

#### Girone B
| - Arezzo - Castelvecchio - Fed. Sammarinese - Gordige - Grifo Perugia - Imolese - La Saponeria - Marcon - New Team Ferrara - Padova - Reggiana - Udinese - Virtus Padova - Vittorio Veneto |

#### Girone C
| - Azalee - Azzurra San Bartolomeo - Fortitudo Mozzecane - Inter Milano - Milan Ladies - Orobica - Pro San Bonifacio - Real Meda - Riozzese - Südtirol - Trento Clarentia - Unterland - Valpolicella - Vicenza |

#### Girone D
| - Apulia Trani - Domina Neapolis - Grifone Gialloverde - Latina - Lazio - Nebrodi - Napoli - Napoli Dream Team - Pink Sport Time - Roma CF - Roma XIV - Salento Women |

## Date
| Fase        | Turno            | Data              |                   |
| ----------- | ---------------- | ----------------- | ----------------- |
| Primo turno | 1ª giornata      | 28 agosto 2016    | 28 agosto 2016    |
| Primo turno | 2ª giornata      | 4 settembre 2016  | 4 settembre 2016  |
| Primo turno | 3ª giornata      | 25 settembre 2016 | 25 settembre 2016 |
| Fase finale | Secondo turno    | 22 febbraio 2017  | 22 febbraio 2017  |
| Fase finale | Terzo turno      | 12 aprile 2017    | 12 aprile 2017    |
| Fase finale | Quarti di finale | 24 maggio 2017    | 24 maggio 2017    |
| Fase finale | Semifinali       | 31 maggio 2017    | 31 maggio 2017    |
| Fase finale | Finale           | 16 giugno 2017    | 16 giugno 2017    |

## Formula
Per il quinto anno consecutivo, le squadre di Serie A e quelle di Serie B partono tutte dal primo turno, con l'eccezione del Brescia, campione d'Italia e detentore della Coppa Italia, che prende parte alla competizione a partire dal terzo turno.
Il tabellone è stato sorteggiato all'inizio della competizione: le sessantatré squadre partecipanti sono state suddivise in tre triangolari e ventisette accoppiamenti, definiti su base geografica. Le gare del turno preliminare si disputano il 28 agosto, il 4 e il 25 settembre. Le prime classificate dei triangolari (3 squadre) e le vincitrici degli accoppiamenti (27 squadre) vengono ammesse al turno successivo. A partire dal secondo turno tutte le gare si disputano ad eliminazione diretta, sul campo della squadra che ha giocato in trasferta nel turno precedente, con eventuale sorteggio del campo in caso di condizione uguale per entrambe le squadre.

## Primo turno
Il 4 agosto 2016 le società partecipanti alla Coppa Italia sono state suddivise in tre triangolari e ventisette accoppiamenti, definiti su base geografica.

### Triangolare A
| Pos. | Squadra         | Pt | G | V | N | P | GF | GS | DR |
| ---- | --------------- | -- | - | - | - | - | -- | -- | -- |
| 1.   | Luserna         | 6  | 2 | 2 | 0 | 0 | 6  | 1  | +5 |
| 2.   | Juventus Torino | 3  | 2 | 1 | 0 | 1 | 7  | 3  | +4 |
| 3.   | Torino          | 0  | 2 | 0 | 0 | 2 | 1  | 10 | -9 |

| 28 agosto 2016    | Luserna         | 3 - 0 | Juventus Torino | Venaria Reale |
| 4 settembre 2016  | Juventus Torino | 7 - 0 | Torino          | Torino        |
| 25 settembre 2016 | Torino          | 1 - 3 | Luserna         | Pianezza      |

### Triangolare B
| Pos. | Squadra           | Pt | G | V | N | P | GF | GS | DR |
| ---- | ----------------- | -- | - | - | - | - | -- | -- | -- |
| 1.   | Novese            | 4  | 2 | 1 | 1 | 0 | 3  | 2  | +1 |
| 2.   | Ligorna 1922      | 2  | 2 | 0 | 2 | 0 | 3  | 3  | 0  |
| 3.   | Amicizia Lagaccio | 1  | 2 | 0 | 1 | 1 | 1  | 2  | -1 |

| 28 agosto 2016    | Amicizia Lagaccio | 1 - 1 | Ligorna 1922      | Genova      |
| 4 settembre 2016  | Ligorna 1922      | 2 - 2 | Novese            | Genova      |
| 25 settembre 2016 | Novese            | 1 - 0 | Amicizia Lagaccio | Acqui Terme |

### Triangolare C
| Pos. | Squadra          | Pt | G | V | N | P | GF | GS | DR |
| ---- | ---------------- | -- | - | - | - | - | -- | -- | -- |
| 1.   | Cuneo            | 6  | 2 | 2 | 0 | 0 | 7  | 0  | +7 |
| 2.   | Alessandria      | 3  | 2 | 1 | 0 | 1 | 3  | 2  | +1 |
| 3.   | Musiello Saluzzo | 0  | 2 | 0 | 0 | 2 | 1  | 9  | -8 |

| 28 agosto 2016    | Alessandria      | 3 - 1 | Musiello Saluzzo | Alessandria |
| 3 settembre 2016  | Musiello Saluzzo | 0 - 6 | Cuneo            | Saluzzo     |
| 25 settembre 2016 | Cuneo            | 1 - 0 | Alessandria      | Cuneo       |

### Accoppiamenti
| Squadra 1                     | Totale      | Squadra 2              | Andata | Ritorno |
| ----------------------------- | ----------- | ---------------------- | ------ | ------- |
| 27 agosto / 4 settembre 2016  |             |                        |        |         |
| Lucchese                      | 0 - 21      | Fiorentina             | 0 - 11 | 0 - 10  |
| 28 agosto / 4 settembre 2016  |             |                        |        |         |
| Mozzanica                     | 6 - 1       | Orobica                | 2 - 1  | 4 - 0   |
| Real Meda                     | 3 - 1       | Milan Ladies           | 2 - 1  | 1 - 0   |
| Azalee                        | 4 - 4 (gfc) | Como 2000              | 2 - 1  | 2 - 3   |
| Riozzese                      | 1 - 6       | Inter Milano           | 1 - 3  | 0 - 3   |
| Vittorio Veneto               | 10 - 0      | Gordige                | 5 - 0  | 5 - 0   |
| Virtus Padova                 | 4 - 6       | Padova                 | 3 - 4  | 1 - 2   |
| Tavagnacco                    | 26 - 0      | Udinese                | 16 - 0 | 10 - 0  |
| Fortitudo Mozzecane           | 0 - 1       | Pro San Bonifacio      | 0 - 1  | 0 - 0   |
| AGSM Verona                   | 17 - 0      | Vicenza                | 9 - 0  | 8 - 0   |
| Marcon                        | 1 - 6       | Valpolicella           | 1 - 2  | 0 - 4   |
| Unterland                     | 4 - 1       | Trento Clarentia       | 3 - 0  | 1 - 1   |
| San Zaccaria                  | 6 - 3       | Reggiana               | 5 - 1  | 1 - 2   |
| Imolese                       | 0 - 7       | Grifo Perugia          | 0 - 2  | 0 - 5   |
| Fed. Sammarinese              | 2 - 4       | New Team Ferrara       | 0 - 3  | 2 - 1   |
| Roma                          | 6 - 2       | Latina                 | 4 - 0  | 2 - 2   |
| Domina Neapolis               | 0 - 4       | Napoli Dream Team      | 0 - 1  | 0 - 3   |
| Apulia Trani                  | 1 - 0       | La Saponeria           | 0 - 0  | 1 - 0   |
| Pink Sport Time               | 3 - 1       | Salento Women          | 1 - 0  | 2 - 1   |
| 28 agosto / 11 settembre 2016 |             |                        |        |         |
| Chieti                        | 5 - 4       | E.D.P. Jesina          | 2 - 1  | 3 - 3   |
| Napoli                        | 3 - 8       | Roma Decimoquarto      | 3 - 4  | 0 - 4   |
| 29 agosto / 4 settembre 2016  |             |                        |        |         |
| Castelvecchio                 | 8 - 2       | Arezzo                 | 6 - 1  | 2 - 1   |
| 4 - 11 settembre 2016         |             |                        |        |         |
| Res Roma                      | 11 - 0      | Lazio                  | 8 - 0  | 3 - 0   |
| 4 - 18 settembre 2016         |             |                        |        |         |
| Molassana Boero               | 1 - 8       | Empoli                 | 0 - 4  | 1 - 4   |
| 4 - 23 settembre 2016         |             |                        |        |         |
| Südtirol                      | 1 - 5       | Azzurra San Bartolomeo | 0 - 3  | 1 - 2   |
| 18 - 25 settembre 2016        |             |                        |        |         |
| Caprera                       | 1 - 6       | Atletico Oristano      | 1 - 1  | 0 - 5   |
| Nebrodi                       | 8 - 1       | Grifone                | 5 - 0  | 3 - 1   |

## Fase ad eliminazione diretta
Si qualificano per la fase ad eliminazione diretta le prime classificate dei triangolari e le vincenti degli accoppiamenti.

### Secondo turno
Il sorteggio per determinare gli accoppiamenti e la squadra che giocherà il secondo turno in casa si è tenuto il 24 ottobre 2016.
| Squadra 1              | Risultato       | Squadra 2         |
| ---------------------- | --------------- | ----------------- |
| 21 gennaio 2017        |                 |                   |
| Luserna                | 1 - 2           | Novese            |
| 22 gennaio 2017        |                 |                   |
| Nebrodi                | 2 - 1           | Roma Decimoquarto |
| 22 febbraio 2017       |                 |                   |
| Mozzanica              | 2 - 0           | Cuneo             |
| Pro San Bonifacio      | 0 - 4           | AGSM Verona       |
| Azzurra San Bartolomeo | 0 - 0 (4-5 dtr) | Unterland         |
| Grifo Perugia          | 1 - 2           | San Zaccaria      |
| Roma CF                | 2 - 5           | Chieti            |
| Fiorentina             | 5 - 0           | Atletico Oristano |
| 25 febbraio 2017       |                 |                   |
| Res Roma               | 5 - 0           | Napoli Dream Team |
| Real Meda              | 0 - 1           | Azalee            |
| Tavagnacco             | 3 - 0           | Padova            |
| 26 febbraio 2017       |                 |                   |
| Valpolicella           | 5 - 0           | Castelvecchio     |
| New Team Ferrara       | 0 - 4           | Empoli            |
| 5 marzo 2017           |                 |                   |
| Inter Milano           | 2 - 0           | Vittorio Veneto   |
| Pink Sport Time        | 0 - 0 (3-2 dtr) | Apulia Trani      |

### Terzo turno
I sorteggi (ove necessari) per stabilire i campi di gioco si sono svolti il 10 marzo alle ore 12:00 presso la sede del DCF in piazzale Flaminio, 9.

| Squadra 1       | Risultato       | Squadra 2    |
| --------------- | --------------- | ------------ |
| 1º aprile 2017  |                 |              |
| Novese          | 0 - 4           | Mozzanica    |
| 2 aprile 2017   |                 |              |
| Nebrodi         | 0 - 5           | Fiorentina   |
| 8 aprile 2017   |                 |              |
| Pink Sport Time | 0 - 0 (5-3 dtr) | Res Roma     |
| 12 aprile 2017  |                 |              |
| Azalee          | 0 - 3           | Brescia      |
| Unterland       | 1 - 1 (5-4 dtr) | San Zaccaria |
| Empoli          | 6 - 0           | Chieti       |
| 13 aprile 2017  |                 |              |
| AGSM Verona     | 3 - 1           | Valpolicella |
| 25 aprile 2017  |                 |              |
| Inter Milano    | 2 - 3           | Tavagnacco   |

### Quarti di finale
| Squadra 1      | Risultato       | Squadra 2       |
| -------------- | --------------- | --------------- |
| 21 maggio 2017 |                 |                 |
| Unterland      | 0 - 2           | Empoli          |
| 24 maggio 2017 |                 |                 |
| Mozzanica      | 1 - 3           | Brescia         |
| Tavagnacco     | 2 - 2 (7-6 dtr) | AGSM Verona     |
| Fiorentina     | 10 - 0          | Pink Sport Time |

### Semifinali
| Squadra 1     | Risultato | Squadra 2  |
| ------------- | --------- | ---------- |
| 2 giugno 2017 |           |            |
| Brescia       | 4 - 0     | Tavagnacco |
| 3 giugno 2017 |           |            |
| Empoli        | 0 - 3     | Fiorentina |

### Finale
| Arbitro: | Menicucci (Lanciano) |

|  |           |           |
|  | Marcatori | 5’ Guagni |